# Tykbladet fladstjerne
Tykbladet fladstjerne (Stellaria crassifolia) er en art af blomstrende planter i nellikefamilien Caryophyllaceae, der findes mod nord i Nordamerika, Europa og Asien. Den vokser på våd sand- ler- eller dyndbund, ofte ved kysten. Dets almindelige islandske navn er "Stjörnuarfi" (stjerne-ukrudt).

## Beskrivelse
Tykbladet fladstjerne er en flerårig urteagtig plante og bliver 3 til 15 centimeter høj. Den glatte stilk er firkantet. De modsatte blade er 6 til 15 millimeter lange, aflange lancetformede, grønne og lidt kødfulde.
Blomstringssæsonen strækker sig fra juni til august. De hermafroditte blomsterer er radialsymmetriske og femcelleformede med en dobbelt blosterblad. Bægerbladene, som er utydeligt trebladede (når de er friske), er lidt kortere end kronbladene. De fem frie kronblade, der er 2 til 3 millimeter lange, er todelte til basis. Tykbladet Fladstjernes frugt er en ægformet kapsel der er længere end bægeret.

## I Danmark
Tykbladet fladstjerne er i stærk tilbagegang i Danmark, og er regnet som en truet art på den danske rødliste Der er spredte forekomster i nordlige og østlige de af Jylland samt på Øerne og Bornholm